# 克里斯蒂安·納西夫
克里斯蒂安·納西夫（英語：Christian Nassif，1994年1月1日—）為中非共和國自由式游泳運動員。他代表中非共和國參加2012年夏季奧林匹克運動會50公尺自由式項目排名第55。2016年夏季奧林匹克運動會50公尺自由式項目，在預賽游出30.00的成績排名第84，未能晉級準決賽。